# Saskia Halfmouw
Saskia Halfmouw (Den Haag, 3 april 1968) is een Nederlands illustratrice.

## Levensloop

### Jeugd en opleiding
Saskia Halfmouw werd geboren in Den Haag en groeide op in Ede. Na haar middelbare school studeerde zij grafische vormgeving aan het ArtEZ in Arnhem.

### Loopbaan
Halfmouw debuteerde in 1993 haar boek Van huilen krijg je dorst van Anke Kranendonk. Hierna ging zij werken als fulltime illustratrice. Ze werkten onder meer samen met de schrijvers Paul Biegel, Mieke van Hooft, Thijs Goverde, Chris Winsemius en Rom Molemaker. Later ging zij ook illustraties maken voor de boeken van Henk Hardeman, Vivian den Hollander, Anna Woltz en Leny van Grootel. Ook maakte ze illustraties voor de boekenserie Foeksia van Paul van Loon. De verhalen gaan vooral over humor en sprookjes.